# Jiří Potůček
Jiří Potůček (* 12 de julio de 1919 en Bruneck; † 2 de julio de 1942 en el bosque entre las aldeas de Trnová y Rosice nad Labem) fue una figura del Resistencia checa a la ocupación nazi contra el nacionalsocialismo. Potůček fue soldado y suboficial en Checoslovaquia. Formó parte, como operador de radio con el nombre en clave Tolar, de los tres agentes paracaidistas de la Operación Silver A, que participaron, entre otros, con el grupo de operaciones Anthropoid en el atentado contra el protector del Reich en Bohemia y Moravia, Reinhard Heydrich. El descubrimiento de las actividades de la emisora ilegal Libuše llevó al asesinato de todos los adultos del pueblo de Ležáky.

## Vida
Jiří Potůček nació en Bruneck, Tirol del Sur. Su padre, Vilém Potůček, era el sirviente personal del conde Sternberg. Su madre, Antonie, de soltera Karel, era doncella en la casa del conde Sternberg. No tenía hermanos. La familia vivía en el Palacio Sternberg y más tarde se mudaron a Vranov, cerca de Rokycany. Allí, los padres compraron una granja.
Cursó la escuela primaria en Vranov y la secundaria en Horní Stráž. Tras completar una formación en el ayuntamiento, ingresó en la empresa Bata, donde trabajó como instructor en el sector del caucho. También esperaba la resolución de asuntos de pasaporte, ya que Bata planeaba enviarlo a los Estados Unidos.

### En el exilio
Al estallar la Segunda Guerra Mundial, se encontraba en un viaje de negocios en Osijek, Yugoslavia. Desde allí viajó por Grecia, Turquía y Siria hasta Francia, donde se presentó a la Ejército Checoslovaco en el exilio en Agde el 14 de enero de 1940. Fue asignado como operador de señales en una compañía telefónica. Completó una formación en radio, pero no participó en la campaña occidental. Tras la ocupación de Francia, fue evacuado a Reino Unido el 26 de junio de 1940. Fue asignado a las comunicaciones y ascendido a suboficial el 28 de octubre de 1940.
En el verano de 1940, Jiří Potůček fue seleccionado para una formación especial. Del 19 de septiembre al 25 de diciembre de 1940, completó un curso básico de sabotaje, una formación de paracaidismo en la escuela de paracaidistas Ringway cerca de Manchester y un curso de telegrafía. En ese momento, ya estaba asignado como operador de radio en la Operación Silver A.

### Resistencia

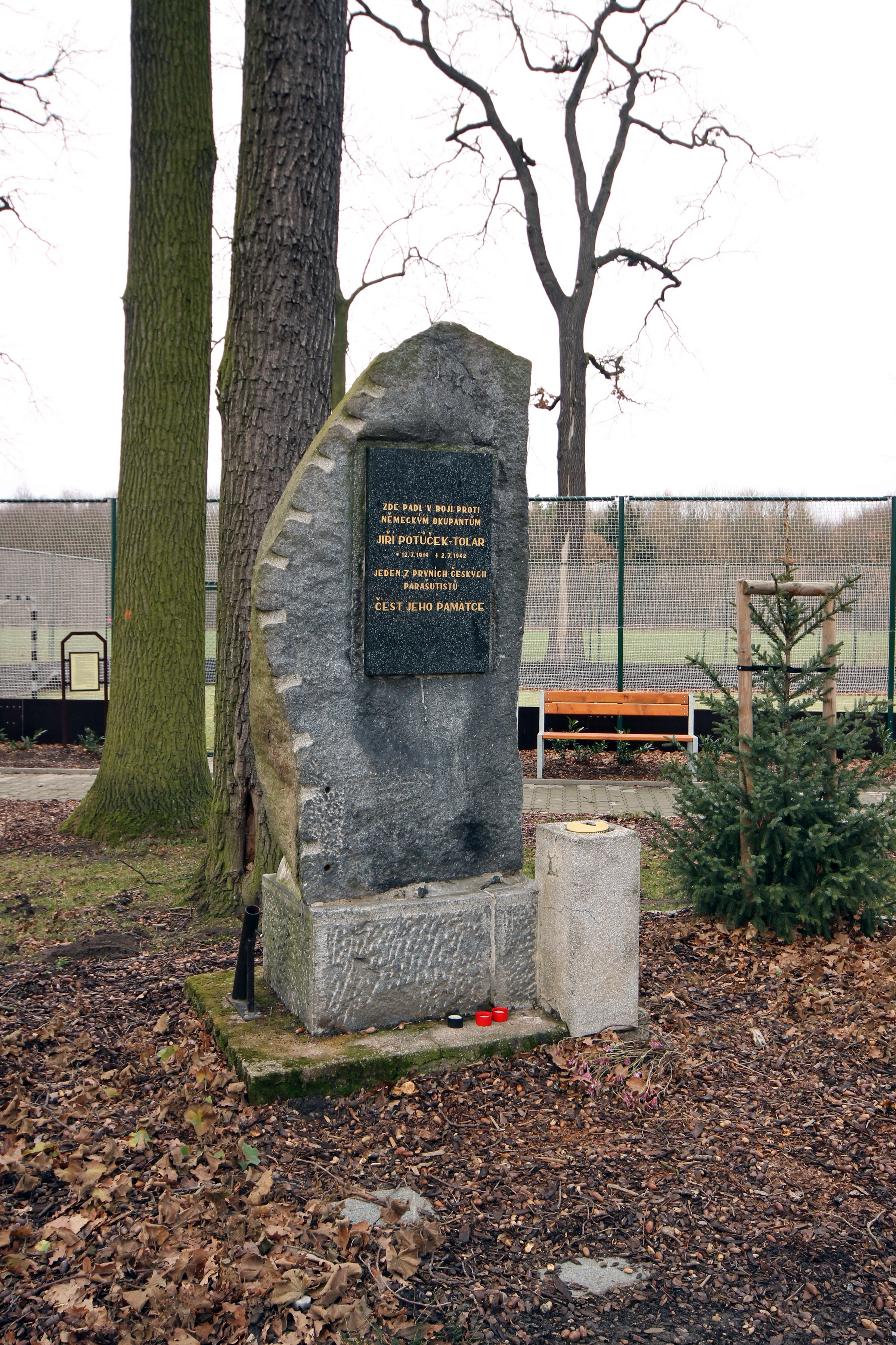
Monumento a Jiří Potůček en el lugar donde murió

Poco después de la medianoche del 29 de diciembre de 1941, fue lanzado junto con el comandante del grupo Alfred Bartoš y Josef Valčík cerca del pueblo de Senice en Podebrady. En el territorio del Protectorado, operaban una emisora ilegal con el nombre en clave Libuše. El 15 de enero de 1942, Potůček contactó con Londres por primera vez. Transmitía desde la cantera Hluboká (donde trabajaba como vigilante nocturno con documentos falsos a nombre de Alois Tolar) cerca de los pueblos de Ležáky y Bohdaneč. A mediados de junio de 1942, se trasladó a un nuevo escondite en el pueblo de Končiny, cerca de Červený Kostelec, donde la Gestapo irrumpió el 30 de junio de 1942. Jiří Potůček logró escapar del cerco disparando y huyó durante tres días, regresando finalmente a la región de Pardubice. Hambriento y cansado, se quedó dormido en los arbustos cerca de Trnová. Allí, fue descubierto por el gendarme checo Karel Půlpán, quien le disparó mientras dormía o en defensa propia. Tras la autopsia, el cuerpo fue enterrado en una fosa común en el cementerio de Ďáblice.
El 5 de septiembre de 1945, fue ascendido in memoriam a teniente, y en diciembre de ese mismo año fue ascendido nuevamente a teniente de infantería. El 7 de abril de 1948, fue ascendido a capitán de infantería y el 24 de junio de 2002 a teniente coronel.
El lugar de la muerte de Jiří Potůček en un bosque al norte de Pardubice está marcado por un monumento (coordenadas 50°3'4.97"N 15°44'58.46"E), y la carretera más cercana lleva su nombre. Otro monumento y una placa conmemorativa en Břasy también recuerdan a este luchador de la resistencia.

## Literatura
- Rudolf Ströbinger: Das Attentat von Prag. Verlag Politisches Archiv, Landshut 1976, p. 204.
- Hugo Theisinger: Die Sudetendeutschen: Herkunft, die Zeit unter Konrad Henlein und Adolf Hitler, Vertreibung – ein Beitrag zur sudetendeutschen Geschichte. Verlag/Druckerei Hans Obermayer, Buchloe 1987, p. 408.
- Zdeněk Jelínek: Operace Silver A. Praha 1992, ISBN 80-206-0112-0.
- Jiri Fidler: Atentát 1942. Jota, Prag 2002, ISBN 80-7217-177-1.
- Martin Reichl: Cesty osudu. Svět křídel, Cheb 2004, ISBN 80-86808-04-1.
- Jaroslav Láník et al.: Vojenské osobnosti československého odboje 1939–1945. Ministerstvo obrany ČR-AVIS, Praha 2005, ISBN 80-7278-233-9, p. 236, en línea (archivado) en: vojenskaakademiehranice.ic.cz/...
- Pavlína Nývltová: Příběh odvahy a zrady. Pavel Mervart, [s. l.] 2007, ISBN 978-80-86818-40-5.